# كأس تشيكوسلوفاكيا
كأس تشيكوسلوفاكيا (باللغة التشيكية ، باللغة السلوفاكية ) كانت مسابقة كأس وطنية سنوية في كرة القدم تُقام بنظام خروج المغلوب بين أندية تشيكوسلوفاكيا. أنشأها ونظمها اتحاد تشيكوسلوفاكيا لكرة القدم (ČSFS). أقيمت أول نسخة رسمية في موسم 1960/1961، واستمرت حتى موسم 1992/1993، عندما توقفت بسبب انحلال تشيكوسلوفاكيا إلى دولتي التشيك وسلوفاكيا المستقلتين في 1 يناير 1993. حلت محلها كأس التشيك  وكأس سلوفاكيا .

## التاريخ
تأسست المسابقة رسميًا في عام 1960 كمسابقة وطنية موحدة تجمع أندية من جميع أنحاء تشيكوسلوفاكيا. قبل هذا التاريخ، كانت تُقام مسابقات كأس إقليمية منفصلة في الأراضي التشيكية (كأس بوهيميا، كأس مورافيا-سيليزيا) والسلوفاكية (كأس سلوفاكيا). كان الهدف من الكأس الجديدة هو تحديد بطل الكأس الوطني الذي سيمثل تشيكوسلوفاكيا في كأس أبطال الكؤوس الأوروبية، والتي بدأت في موسم 1960/1961.
شهدت السنوات الأولى هيمنة واضحة للأندية التشيكية، مع فوز دوكلا براغ (التي كانت تمثل الجيش) باللقب ثلاث مرات متتالية في البداية (1961، 1962، 1965). مع مرور الوقت، بدأت الأندية السلوفاكية في تحقيق نتائج أفضل، حيث توج سبارتاك ترنافا باللقب في 1967 و1971، وفاز إنتر براتيسلافا (لاحقًا سلوفان براتيسلافا) بأول ألقابه في 1969. عرفت المسابقة أوجها من حيث التنافس والاهتمام الشعبي خلال السبعينيات والثمانينيات.
توقفت المسابقة بعد نهاية موسم 1992/1993 مباشرةً قبل تفكك تشيكوسلوفاكيا. كان النهائي الأخير في 6 يونيو 1993 بين سبارتا براغ وسلوفان براتيسلافا، وانتهى بفوز سبارتا براغ 6-1، ليكون آخر ألقابه الثمانية في المسابقة.

## نظام المسابقة
- كانت المسابقة تُلعب بنظام خروج المغلوب في مباراة واحدة. في حالة التعادل، تُعاد المباراة أو تلعب أشواط إضافية ثم ركلات الترجيح حسب القواعد المعمول بها في كل فترة.
- شاركت فيها أندية من جميع درجات الدوري التشيكوسلوفاكي (الدرجة الأولى، الثانية، الثالثة) وكذلك أبطال الكؤوس الإقليمية.[1]
- كان الفائز بالكأس يتأهل مباشرة إلى كأس أبطال الكؤوس الأوروبية في الموسم التالي.[2]

## سجل الأبطال
- أكثر الأندية تتويجًا باللقب هو سبارتا براغ برصيد 8 مرات (1964, 1972, 1976, 1980, 1984, 1988, 1989, 1993).[3]
- يليه دوكلا براغ (لاحقًا بريبرام) برصيد 6 مرات (1961, 1965, 1966, 1969, 1981, 1983, 1985).[3]
- ثم سلوفان براتيسلافا (بما في ذلك فترة اسمه إنتر براتيسلافا) برصيد 5 مرات (1962, 1963, 1968, 1974, 1982).[3]
- حقق بانيك أوسترافا اللقب 3 مرات (1973, 1978, 1979).[3]
- فاز سبارتاك ترنافا بالكأس مرتين (1967, 1971).[3]
- فازت أندية أخرى باللقب مرة واحدة هي: سكودا بلزن (1970)، سبارتا كرالوفه (1977)، بوهيميانز براغ (1982)، دوكلا بانسكا بيستريتسا (1986)، سيغما أولوموتس (1987)، بانيك هورنا نيتريتسا (1990)، باوميت جابلونتس (1991)، سبارتا هرادتس كرالوفه (1992).[3]

## إرث المسابقة
بعد انحلال تشيكوسلوفاكيا، أنشأ اتحادا كرة القدم في التشيك وسلوفاكيا مسابقتي كأس وطنيتين خاصتين بكل بلد:
- كأس التشيك (MOL Cup) - تأسست عام 1993.
- كأس سلوفاكيا (Slovenský pohár) - تأسست عام 1993.

لا تزال هاتان المسابقتان تقامان حتى اليوم وتُعتبران الوريث المباشر لمسابقة كأس تشيكوسلوفاكيا في كل من البلدين.